# 迪林
迪林（英語：Dilyn；2018年－）是一隻白色、雄性的混血傑克羅素㹴，現今與凱莉·西蒙茲和鲍里斯·约翰逊在唐寧街11號居住。

## 生平
迪林在小狗之時，就因為牠的下頜錯位，而面臨被人道毀滅，不過他最終在南威爾斯被動物之友所救。動物之友初步照顧牠後，將牠命名為「Dilyn」，威爾斯語的意思為「跟隨」，以此悼念一隻剛去世的獵犬。小狗之後被送到梅瑟蒂德菲尔養育長大。數星期後，约翰逊和西蒙茲在獸醫馬克·亞伯拉罕斯（Marc Abrahams）介紹下認識動物之友，亞伯拉罕斯是「Lucy's Law」的運動發起人，旨在推動禁止第三方商業銷售狗隻的法例。其後，约翰逊和西蒙茲就成為迪林的主人。
迪林現在居於唐寧街10至12號建築群中的首相官邸。约翰逊在每個早上都會在唐寧街10號花園溜狗。